# Shock Treatment
Shock Treatment (Brasil: Tratamento De Choque ) é um filme norte-americano de humor negro e um follow-up para o filme The Rocky Horror Picture Show.
Embora não seja absolutamente uma sequência, o filme é uma característica de vários personagens do filme interpretado por diferentes atores e vários atores Rocky Horror retratando novos personagens. Ele foi originalmente intitulado The Brad e Janet Show, que incluiu um enredo semelhante e as mesmas músicas, mas foi reescrito para ocorrer inteiramente em um estúdio, graças a uma greve que ocorreu em 1979.

## Sinopse
Seis anos depois de The Rocky Horror Picture Show, Brad (Cliff de Young) e Janet (Jessica Harper), já casados, voltam para sua casa em Denton antes uma simples cidadezinha do sul dos EUA e que agora foi transformada em um estúdio de TV gigante pelo magnata do Fast Food, Farley Flavors. A cidade de Denton é totalmente encaixada dentro de um estúdio de televisão, para a rede de DTV (Denton Television). Moradores são as estrelas dos shows, incluindo elenco, equipe e membros da audiência.
Os dois estão vivendo uma fase difícil do casamento, o que leva Janet a ser influenciada por Bert Schnick (Barry Humphries), o apresentador de um programa chamado "Marriage Maze" a internar Brad em Dentonvale, uma clínica psiquiátrica dentro da cidade-estúdio, e que também é uma especie de Reality-Show.
Brad é submetido à terapia forçada e Janet vira uma celebridade e acaba tornando-se egocêntrica e se esquece do marido.
Enquanto isso temos Betty Hapschatt (Ruby Wax) e Oliver Wright (Charles Gray), que estão dispostos a ajudar Brad a fugir e desvendar a farsa dos médicos de Dentonvale: Dr. Cosmo McKinley (Richard O'Brien) e Nation McKinley (Patricia Quinn). E também divulgar a verdade sobre Farley Flavors, que tem mais a ver com Brad do que qualquer outro.

## Elenco
- Jessica Harper é Janet Majors(Weiss)
- Cliff De Young é Brad Majors / Farley Flavors
- Richard O'Brien é Dr. Cosmo McKinley
- Patricia Quinn é a Dr. Nation McKinley
- Barry Humphries é Bert Schnick
- Ruby Wax é Betty Munroe/Hapschatt
- Charles Gray é o Juiz Oliver Wright
- Jeremy Newson é Ralph Hapschatt
- Wendy Raeback é Macy Struthers
- Nell Campbell é Nurse Ansalong
- Rik Mayall é Rest Home" Ricky
- Darlene Johnson é Emily Weiss
- Manning Redwood é Harry Weiss
- Barry Dennen é Irwin Lapsey
- Betsy Brantley é Neely Pritt
- Chris Malcolm as Vance Parker

## Produção
O filme foi rodado inteiramente em um estúdio de som. A intenção original era filmar em locais realistas de Denton, no EUA, mas a greve Screen Actors Guild de 1979 congelou os fundos de produção. O diretor Jim Sharman sugeriu a possibilidade de fazer a produção como um espetáculo teatral de Londres e filmá-lo em um teatro, o que deu Richard O'Brien a ideia de refazer os locais em um estúdio de TV gigante com um estúdio de cinema na Inglaterra, aparando o orçamento e revivendo o projeto. 

## Escolha do elenco
Apesar de vários membros do elenco original de Rocky Horror terem retornado para este filme, apenas Jeremy Newson reprisou seu papel como Ralph Hapschatt (embora seja possível o juiz Oliver Wright ser o criminologista de Rocky Horror). O papel de Brad e Farley foi oferecido a Tim Curry, que o recusou, achando que seu sotaque americano não seria convincente. Barry Bostwick foi incapaz de reprisar seu papel como Brad devido a outros compromissos de filmagem, e Susan Sarandon não reprisou devido a disputas salárias.
Cliff De Young tinha sido a escolha original de Sharman para Brad no The Rocky Horror Picture Show, como Sharman tinha trabalhado com ele na peça da Brodway "The Trials of Oz", em 1972, na época, Young estava indisponível, então, como ele estava aparecendo no programa de televisão Sunshine na Califórnia'. Ele joga agora como Brad e Farley. De Young se inspirou em Jack Nicholson para fazer o papel de Farley Flavors.

## Recepção
Apesar da campanha publicitária de pré-lançamento (incluindo o especial de TV chamado The Rocky Horror Treatment), o filme foi um fracasso, tanto de público, como de crítica, quando foi lançado apenas como um filme de meia-noite no Halloween de 1981. Ele nunca teve um completo lançamento nos cinemas, apesar de uma bilheteria muito pior do que The Rocky Horror Picture Show, no entanto, o filme ganhou um status cult pouco significativa e leal. O filme tem atualmente uma classificação de 40% no Rotten Tomatoes baseado em cinco revisões.